# Gavin’s Mill

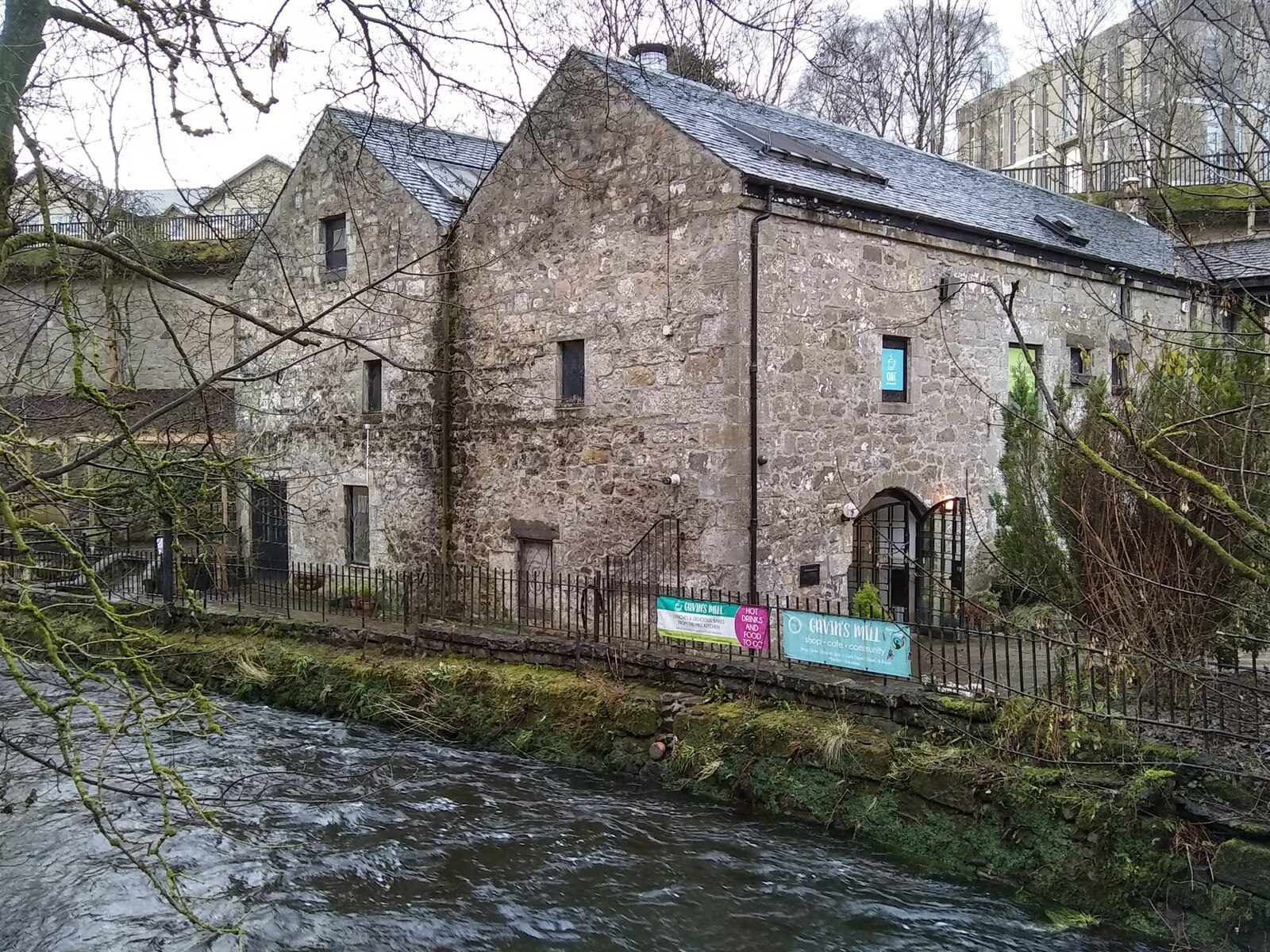
Gavin’s Mill

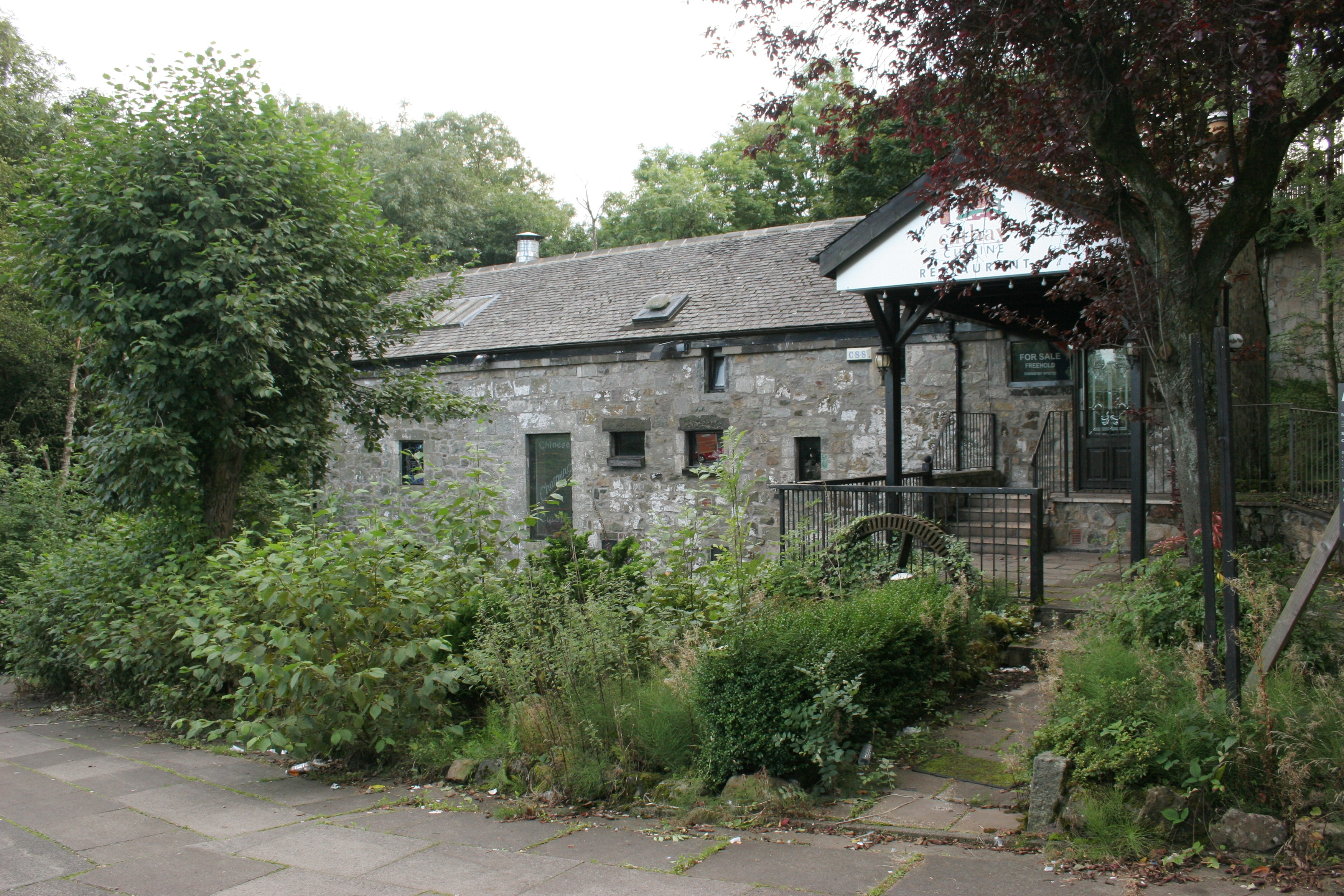
Eingang der Mühle

Gavin’s Mill ist ein Mühlengebäude in der schottischen Stadt Milngavie in East Dunbartonshire. 1971 wurde das Gebäude in die schottischen Denkmallisten in die Kategorie B aufgenommen.

## Beschreibung
Gavin’s Mill befindet sich im Stadtzentrum Milngavies direkt am vierspurigen Woodburn Way. Es ist über die Gavin’s Mill Road erreichbar, die heute über einen Großparkplatz eines Supermarktes führt. Das Gebäude liegt am Ende des Parkplatzes. Südlich passiert das Allander Water die Mühle. Heute beherbergen die Räumlichkeiten ein Restaurant.
Das Wohngebäude ist einstöckig gebaut und schließt mit einem schiefergedeckten Dach ab. Die Fassaden sind verputzt und gekalkt. Das Mühlengebäude ist zwei- bis dreistöckig. Es beherbergt noch die ursprüngliche Maschinerie, die noch heute teilweise von dem gusseisernen oberschlächtigen Mühlrad angetrieben wird. Beide Gebäudeteile bestehen aus grob behauenem Stein. Das Bauwerk wurde restauriert und mit neuen Fenstern und Türen ausgestattet. Auch das Dach und der Innenraum wurden hierbei miteinbezogen.